# ابن بطة العكبري
عبيد الله بن محمد بن محمد بن حمدان بن عمر بن عيسى بن ابراهيم بن سعد بن عتبة بن فرقد السلمي، أبو عبد الله العُكبري، المعروف بـ ابن بطة العُكْبَرِيّ (304 هـ - 387 هـ = 917 - 997م) فقيه من كبار الحنابلة. وُلد في عكبرا في شهر شوال سنة أربع وثلاثمائة (304 هـ). وتوفي في نفس المكان في عاشوراء سنة سبع وثمانين وثلاثمائة (387 هـ). رحل إلى مكة والثغور والبصرة وغيرها في طلب الحديث، ثم لزم بيته أربعين سنة. فصنف كتبه وهي تزيد على مئة.
وفي رثائه البيت المشهور من قصيدة لتلميذه ابن شهاب:

## شيوخه
1. أبو القاسم عبد الله البغوي
2. أبي ذر بن الباغندي
3. محمد بن مخلد
4. محمد بن أحمد بن ثابت العكبري
5. جعفر القافلائي
6. أبو القاسم الخرقي
7. أبو بكر عبد العزيز

وغيرهم

## تلاميذه
1. أحمد العتيقي
2. أبو نعيم الأصبهاني
3. محمد بن أبي الفوارس
4. أبو علي بن شهاب العكبري
5. أبو محمد الجوهري

وآخرون

## قيل فيه
قال تلميذه العتيقي: (وكان شيخا صالحا مستجاب الدعوة).
وقال أبو سعد السمعاني: (كان إماما فاضلا عالما بالحديث وفقهه، أكثر من الحديث وسمع جماعة من أهل العراق، وكان من فقهاء الحنابلة، صنف التصانيف الحسنة المفيدة).
وقال الذهبي: (كان إماما في السنة، إماما في الفقه، صاحب أحوال وإجابة دعوة).
وقال عبد الحميد بن علي العكبري: (لم أر في شيوخ أصحاب الحديث ولا في غيرهم أحسن هيئة من ابن بطة).
وقال القاضي أبو حامد الدلوي عن ابن بطة: (كان أمَّارا بالمعروف ولم يبلغه خبر منكر إلا غَيَّرَهُ أو كما قال).
وقال أبو فتح القواس: ذكرت لأبي سعد الإسماعيلي ابن بطة وعلمه وزهده، فقال: شوقتني إليه. فخرج مع أولاده وأهله، فلما رجع جئت لأسلم عليه فقال لي: أول ما رآني الرجل الذي ذكرت لي رأيته فوق الوصف، يعني ابن بطة.
وقال أبو مسعود أحمد البجلي الحافظ -أحد أولاد أبي بكر الإسماعيلي- : (أحببت الحنبلية مُذ رأيت أبا عبد الله بن بطة).
وقال أبو محمد الجوهري: سمعت أخي أبا عبد الله يقول: رأيت النبي -صلى الله عليه وسلم- في المنام، فقلت له: يا رسول الله أي المذاهب خير - أو قال: قُلتُ: على أي المذاهب أكون؟ فقال: ابن بَطة، فخرجت من بغداد إلى عُكبرا، فصادف دخولي يوم الجمعة، فقصدت إلى الشيخ أبي عبد الله بن بطة إلى الجامع، فلما رآني قال لي ابتداءً: صدق رسول الله، صدق رسول الله، أو كما قال.

## الضعف في حفظه
- قال الذهبي: «وكان صاحب حديث، ولكنه ضعيف، من قبل حفظه.»[13]
- وقال أبو القاسم الأزهري: «ابن بطة ضعيف ضعيف.»[14]
- قال الذهبي تعقيبا على قول الأزهري: «ومع قلة إتقان ابن بطة في الرواية - فكان إماما في السنة، إماما في الفقه، صاحب أحوال وإجابة دعوة .»[8]
- قال محمد بن أبي الفوارس: «روى ابن بطة عن البغوي عن مصعب بن عبد الله عن مالك عن الزهري عن أنس عن النبي ﷺ قال: " طلب العلم فريضة على كل مسلم ".»
- قال الخطيب البغدادي: «وهذا الحديث باطل من حديث مالك ومن حديث مصعب عنه ومن حديث البغوي عن مصعب وهو موضوع بهذا الإسناد والحمل فيه على ابن بطة والله أعلم.»[15]
- قال الذهبي تعقيبا على قول الخطيب: «أفحش العبارة، وحاشى الرجل من التعمد، لكنه غلط ودخل عليه إسناد في إسناد، لقلة إتقانه.»[16]

وكذا غلط ابن بطة في روايات عن حفص بن عمر الاردبيلي، أنبأنا رجاء بن مرجى، فأنكر الدارقطني هذا، وقال: «حفص يصغر عن هذا، فكتبوا إلى أردبيل يسألون ابنا لحفص، فعاد جوابهم بأن أباه لم ير رجاء قط.»

## مؤلفاته
1. السنن
2. الإبانة الكبير والإبانة الصغير
3. التفرد والعزلة
4. المناسك
5. تحريم النميمة
6. صلاة الجماعة
7. إبطال الحيل

وغيرها كثير

## عقيدته

### في التوحيد
قال: (وذلك أن أصل الايمان بالله الذي يجب على الخلق اعتقاده في إثبات الايمان به ثلاثة أشياء:
أحدها: أن يعتقد العبد آنيته ليكون بذلك مباينا لمذهب أهل التعطيل الذين لا يثبتون صانعا.
والثاني:أن يعتقد وحدانيته؛ ليكون مباينا بذلك مذاهب أهل الشرك الذين أقروا بالصانع وأشركوا معه في العبادة غيره.
والثالث: أن يعتقده موصوفا بالصفات التي لا يجوز إلا أن يكون موصوفا بها من العلم والقدرة والحكمة وسائر ما وصف به نفسه في كتابه؛ إذ قد علمنا أن كثيرا ممن يقربه ويوحده بالقول المطلق قد يلحد في صفاته؛ فيكون إلحاده في صفاته قادحا في توحيده.
ولأنا نجد الله قد خاطب عباده بدعائهم إلى اعتقاد كل واحدة في هذه الثلاث والإيمان بها.)

### في الأسماء والصفات
قال في كتابه الإبانة الكبرى: (وأجمع المسلمون من الصحابة والتابعين وجميع أهل العلم من المؤمنين أن الله تبارك وتعالى على عرشه فوق سماواته بائن من خلقه وعلمه محيط بجميع خلقه لا يأبى ذلك ولا ينكره إلا من انتحل مذاهب الحلولية.)